# Hidrato de hidrazina
El hidrato de hidrazina es el compuesto químico de la fórmula N2 H4-NH2 • H2O. Contiene 61% de hidrazina y 39% de agua.
Utilizado por los alemanes en la década de 1940 para fabricar el B-Stoff y C-Stoff para la propulsión de aeronaves mediante motores cohete como el Walter HWK 109-509), el hidrato de hidracina se utiliza hoy en día como propulsor líquido de determinados vehículos de lanzamiento espacial. Ha sido referenciado por Arianespace para sus lanzadores Ariane 2 al Ariane 4 en una mezcla de 75% UDMH - 25% de hidrato de hidrazina, llamado UH 25. Su punto de fusión es de hecho significativamente menor que la de hidrazina pura: -51.7 °C, en contra de 1 °C para hidrazina y su densidad ligeramente superior: 1032 kg / m-3 contra uno 004.5 kg / m-3, sin degradar el rendimiento energético del combustible, lo que lo convierte en un propulsor eficaz para los lanzadores.

## Usos
El hidrato de hidrazina es un agente reductor de alta eficacia que además de su empleo en cohetes es utilizado en:
Síntesis de:
- Del aditivo alimenticio E927: azodicarbonamida.
- Intermedios bio-activos para productos farmacéuticos y agroquímicos, a través de triazoles.
- Varios productos: ciertos pigmentos orgánicos para colorantes reactivos para la fotografía, uretanos y acrílicos, ácido bromhídrico, etc.

Directamente como:
- aditivo anticorrosivo en los circuitos de agua de las centrales térmicas y nucleares.
- eliminador de oxígeno en el agua de las calderas industriales y generadores de vapor de alta presión.

En la:
- Refinación de metales preciosos
- Recuperación de metales a partir de decapado y la superficie de soluciones de tratamiento
- El tratamiento de los desechos líquidos y gaseosos
- La purificación del ácido sulfúrico utilizado para los grados en el mercado de la electrónica
- Metalización de plásticos y metales (níquel, cobalto, hierro, cromo, etc).